# Nectariniidae
Nectariniidae é uma família de aves passeriformes pertencentes à subordem Passeri. São aves típicas do Velho Mundo que se alimentam do néctar das flores e que se assemelham aos colibris das Américas devido ao mecanismo de evolução convergente para um mesmo nicho ecológico.

## Géneros
- Promerops - papa-açúcar
- Prionochilus
- Dicaeum
- Anthreptes
- Hypogramma
- Nectarinia
- Aethopyga
- Arachnothera

- Commons
- Wikispecies